# Bruno Rodríguez Parrilla
Bruno Eduardo Rodríguez Parrilla (Ciudad de México; 22 de enero de 1958) es un político y diplomático cubano. Es Ministro de Relaciones Exteriores de Cuba desde el 2 de marzo de 2009 y miembro del Buró Político del Partido Comunista de Cuba desde el 11 de diciembre de 2012.

## Biografía
Es hijo del ingeniero José María Rodríguez Padilla, quien ostentara altos cargos dentro del Gobierno revolucionario cubano.
Fue Presidente de la Federación de Estudiantes de Enseñanza Media (FEEM) y dirigente de la Federación de Estudiantes Universitarios (FEU). Graduado como Licenciado en Derecho, fue profesor de Derecho Internacional Público en la Universidad de La Habana. En 1986 fue elegido Secretario de Asuntos Internacionales del Comité Nacional de la Unión de Jóvenes Comunistas (UJC) y en 1991 fue nombrado director del periódico Juventud Rebelde. 
Sirvió en la República de Angola como oficial en las Fuerzas Armadas Revolucionarias. 
Miembro del Comité Central del Partido Comunista desde 1990, estuvo a cargo de la política cultural del Partido desde 1992. En diciembre de 1993, fue nombrado Embajador Extraordinario y Plenipotenciario, Representante Permanente Alterno de Cuba ante las Naciones Unidas, y en febrero de 1995, fue nombrado Representante Permanente hasta diciembre de 2003. 
Nombrado Viceministro primero de Relaciones Exteriores en octubre de 2004, encabezó las misiones médicas humanitarias de Cuba en Haití en 2004 y en Pakistán entre 2005 y 2006. 
El 2 de marzo de 2009, producto de una importante remodelación dentro del gobierno de Raúl Castro, fue designado Ministro de Relaciones Exteriores en sustitución de Felipe Pérez Roque.
El 11 de diciembre de 2012, a propuesta de Raúl Castro, el Comité Central del Partido Comunista de Cuba lo eligió de forma unánime miembro del Buró Político del PCC.